# 銀のすぷーん
有限会社銀のすぷーん（ぎんのすぷーん）は、福岡県久留米市に本店を置く、洋菓子の製造販売を行う会社である。創業1977年。

## 概要
創業当初は、手作りケーキを主とした喫茶店だった。名前は、創業者の濵田静惠と娘が東京駅で見かけた銀の鈴がヒントとなっている。手作り菓子が評判となって店舗を拡大。1997年には、久留米市内の「宮ノ陣新産業団地」に焼き菓子工房を拡張移転した。
その後、地元との学校、企業、行政と手を組んでのお菓子開発に取り組み、新しい商品を発表していった。
地元情報紙｢くるめすたいる｣にて「銀のすぷーんの筑後平野旬だより」を2007年6月号より連載。新しい商品の紹介等も掲載されている。

### 地域の学校・企業・行政との取組
筑後地域の学校・企業・行政との提携によるお菓子の開発を行っている。
- 2006年5月27日、久留米信愛女学院短期大学、県工業技術センター生物食品研究所との共同開発によるクッキー「筑後のいちご」の販売を始めた[3]。以後、「立花のキウイ」「田主丸の巨峰」[4]。「明星のかぼちゃ」などのクッキーを開発し、販売している。
- 2008年、筑後地域の製粉会社、農業者と協力した米粉ロールケーキ「筑後平野のお米ロール」を開発、販売した[5]。
- 2012年、久留米市の老舗蔵本5つと協力して共同開発した、純米酒を使った菓子「筑後酒蔵スウィーツ　純米菓」の販売を始めた[6][7]。

### 地域の農産物を使った商品
筑後地域で採れた農産物を使った商品の開発を行い、地産地消の取り組みも行っている。
- 立花のみかん
- 立花の梅
- 広川マンゴー
- 反田ネクタリン
- 筑後のブルーベリー
- 藤山の梨
- 久留米のいちじく
- 耳納連山の柿
- 久留米の特別栽培米
- 福岡県産フルーツジュレ[8]

## 沿革
- 1977年 - 濵田静惠（創業者）が、福岡県久留米市諏訪野町本店所在地において、手造りケーキの店　銀のすぷーんを創業
- 1979年 - 久留米六ツ門支店を開店
- 1982年 - 佐賀県佐賀市に佐賀玉屋店を開店
- 1986年 - 福岡浄水通店を開店
- 1989年 - 福岡天神イムズ店を開店
- 1990年 - 山口県下関市にニチモウ店を開店
- 1995年 - シーホーク店を開店
- 1995年 - 法人化をし、有限会社銀のすぷーんとなる
- 1996年 - 西鉄久留米　エマックス2階に「しゅうくりいむ屋さん」を開店
- 1997年 - JR博多駅マイング名店街に「しゅうくりいむ屋さん」を開店
- 2000年 - 愛知県一宮市の名鉄百貨店1階に「しゅうくりいむ屋さん」を開店
- 2002年 - 久留米本店（久留米市諏訪野町2721）を建替えリニューアルオープン
- 2003年 - 西鉄久留米　リベール1階にエマックス店「しゅうくりいむ屋さん」を移転、「銀のすぷーん」西鉄久留米店とする
- 2005年 - 久留米市の特産物を使った菓子作りを、久留米信愛女学院短期大学と共同で研究開始
- 2006年 - 久留米信愛女学院短期大学と共同開発商品完成・記者発表
- 2006年 - 10月、西鉄久留米店を久留米本店と統合
- 2008年 - 久留米市主催「ほとめきお花実会第1回梨花編」で幹事会社を務める（代表取締役濵田哲が実行委員長を務める）
- 2008年 - 久留米市主催「ほとめきお花実会第1回梨収穫編」で幹事会社を務める（代表取締役濵田哲が実行委員長を務める）
- 2011年 - 博多大丸天神店地下2階に名鉄一宮店「しゅうくりいむ屋さん」を移転、「銀のすぷーん」博多大丸天神店とする
- 2011年 - 久留米市主催「ほとめきお花実会第1回柿収穫編」で幹事会社を務める（代表取締役濵田哲が副実行委員長を務める）

## 事業所
- 久留米本店 - 福岡県久留米市諏訪野町2721
- マイング博多店 - 福岡県福岡市博多区博多駅中央街1-1
- シティプラザ店 - 福岡県久留米市六ツ門町8-1